# Claude Leroy (auteur de jeux)
Pour les articles homonymes, voir Claude Leroy (homonymie) et Leroy.
Claude Leroy (né en 1952) est un auteur français de jeux de société.
Il est spécialisé dans les jeux abstraits, ne laissant aucune place au hasard.

## Ludographie
- Gygès, 1984, Swiss Games (réédité en 1987 par Bass et Bass, en 1989 par Fidude, en 2007 par Jactalea, en 2011 par Gigamic, puis en 2017 par Blue Orange sous le nom de Kang)
- Escampe, 1987, Fi Du Dé (réédité en 2005 par Jactalea sous le nom de Mana)
- Kengi, 1988, Fi Du Dé / Swiss Games
- Palam, 1999, Dujardin, Piatnik
- Mana, 2005, Jactalea (nouvelle édition de Escampe)
- Khan Tsin, 2006, Jactalea
- Oukun, 2009, Jactalea
- Full Moon, 2013, Jactalea
- Pantareï, 2014,
- Qenj, 2014,  (précédemment appelé Kenji ou kengi)
- Kang, 2017, Blue Orange (nouvelle édition de Gygès)
- Anacund, 2019,
- Double's Dread, 2019,

## Prix
- 1984 : Gobelet d’or au Concours International de Créateurs de Jeux de Société de Boulogne-Billancourt pour Gygès[1]
- 1986 : Gobelet d’argent au Concours International de Créateurs de Jeux de Société de Boulogne-Billancourt pour Escampe
- 1988 : gobelet d’or au Concours International de Créateurs de Jeux de Société de Boulogne-Billancourt pour Kenji
- 1988 : As d’or du meilleur inventeur au Festival international des jeux de Cannes pour Gygès, Escampe et Panic Circus[1],[2]
- 198? : grand prix au Festival ludique international de Parthenay pour Gygès[1],[2]
- 2000 : Boucle d’or au Concours de créateurs de jeux de Besançon pour Kenji
- 2002 : Boucle d’argent au Concours de créateurs de jeux de Besançon pour Mana[2]
- 2003 : Boucle d’argent au Concours de créateurs de jeux de Besançon pour Gambo